# Super Contra
Super Contra (в США — Super C, в Европе — Probotector II: Return of The Evil Forces, в Японии — Super 魂斗羅) — вторая по счёту игра серии, появившаяся на приставке NES в 1990 году, была продолжением игры Contra, вышедшей двумя годами раньше.

## Сюжет и игровой процесс
Согласно оригинальному японскому аркадному релизу, действие игры происходит спустя год после событий первой части, в декабре 2634 года. Героям прошлой битвы Биллу Райзеру и Лэнсу Бину вновь предстоит отразить атаку пришельцев.
Идея и атмосфера остались прежними — борьба героев со злом в открытом и прямолинейном виде. Играть можно одному или вдвоём.
Геймплей не претерпел существенных улучшений. С одной стороны, на это влиял общий дизайн игры. События не стали более глобальными, хотя часто происходящее на экране напоминало собой лучшие сцены из фантастических остросюжетных фильмов: оригинальные локации, землетрясения, большое количество врагов, вид сверху на нескольких уровнях, ставшие фирменным знаком игры, и использовавшиеся в её продолжениях.
Увеличилась общая скорость игры. Значительно возросло количество препятствий, врагов и частота их появления. Враги отличаются большим разнообразием (пушки, выдвигающиеся из-под земли, снайперы на деревьях, тяжёлые скорострельные мортиры, обваливающиеся потолки, робот-паук). Атака производится под разнообразными углами и траекториями.
Уровни увеличились в размерах. Уровней с видом сзади больше нет, вместо них появились уровни с видом сверху.

## Версии и порты

Пример игрового процесса для NES

Оригинальный аркадный автомат Super Contra имел две версии — для японского рынка и для остального мира. В отличие от первой Contra, название Super Contra осталось одинаковым, как для Северной Америки, так и для Европы (ранее версия первой части для европейского рынка называлась Probotector).
Версия для NES была выпущена в феврале (Япония) и апреле (Северная Америка) 1990 года. Североамериканский релиз был переименован в Super C (существует версия, что переименование было связано с желанием издателей дистанцироваться от скандала «Иран-контрас»). Европейский релиз, основанный на североамериканском, вышел в 1992 году под названием Probotector II: Return of the Evil Forces. Как и в предыдущей части, спрайты главных героев и некоторых врагов были заменены на роботов.
Саундтрек аркадной версии был пересведён для NTSC-версии композитором Хиденори Маезавой. PAL-версия требовала дополнительной обработки, которую произвёл Иючи Сакакара.
Версии для Amiga и DOS (с поддержкой 16-цветной палитры EGA) были разработаны Distinctive Software по лицензии Konami в 1990 году, которые были портами аркадной версии.
В 2007 году аркадная версия Super Contra вышла в сервисе Xbox Live Arcade для Xbox 360 и содержала в себе улучшения в виде переработанной графики, музыки и кооперативной игры через Xbox Live.
NES-версия также прошла несколько переизданий в составе различных сборников и компиляций. В 2002 году игра вышла в составе Konami Collectors' Series: Castlevania and Contra для Windows, в 2007 — в сервисе Virtual Console для Wii. Super C была включена в качестве разблокируемого контента Contra 4 для Nintendo DS в 2007 году.

## Отзывы
| Сводный рейтинг | Сводный рейтинг |
| Агрегатор       | Оценка          |
| --------------- | --------------- |
| GameRankings    | 60,55 %         |